# سلطان سرخ
سلطان سرخ (انگلیسی: Red Monarch) یک تله‌فیلم بریتانیایی به کارگردانی جک گلد است که در سال ۱۹۸۳ منتشر شد. در این فیلم کالین بلکلی در نقش ژوزف استالین، دیوید سوشی در نقش لاورنتی بریا و دیوید ترلفال در نقش پسر استالین، واسیلی، بازی کرده‌اند.

## بازیگران
- کالین بلکلی در نقش ژوزف استالین
- دیوید سوشی در نقش لاورنتی بریا
- دیوید ترلفال در نقش واسیلی استالین
- کارول بیکر در نقش الن براون
- دیوید کلی در نقش گریگوری ارژنیکیدزه
- برایان گلاور در نقش نیکیتا خروشچف
- ونزلی پیتی در نقش کلیمنت ووراشیلوف